# Allerslev Sogn (Vordingborg Kommune)
Allerslev Sogn 
ist eine Kirchspielsgemeinde (dän.: Sogn)
im Süden der Insel Sjælland im südlichen Dänemark.
Bis 1970 gehörte sie zur Harde Bårse Herred im damaligen Præstø Amt, danach zur Præstø Kommune im Storstrøms Amt, die im Zuge der  Kommunalreform zum 1. Januar 2007 in der Vordingborg Kommune in der Region Sjælland aufgegangen ist.
Im Kirchspiel leben 700 Einwohner, davon 233 im Kirchdorf (Stand: 1. Januar 2023).
Im Kirchspiel liegt die Kirche „Allerslev Kirke“.
Nachbargemeinden sind im Süden Mern Sogn und Øster Egesborg Sogn, im Westen Udby Sogn, im Nordwesten Beldringe Sogn, im Norden Skibinge Sogn und im Nordosten Jungshoved Sogn.